# Huangtu (sockenhuvudort i Kina, Guizhou Sheng, lat 28,70, long 108,26)
Huangtu (kinesiska: 黄土, 黄土乡, 黄土坡) är en sockenhuvudort i Kina. Den ligger i provinsen Guizhou, i den sydvästra delen av landet, omkring 280 kilometer nordost om provinshuvudstaden Guiyang. Antalet invånare är 12 323. Befolkningen består av 6 159 kvinnor och 6 164 män. Barn under 15 år utgör 36 %, vuxna 15-64 år 54 %, och äldre över 65 år 9,0 %.